# Yū Nagashima
Yū Nagashima (jap. 長嶋 有, Nagashima Yū; * 30. September 1972 in Sōka, Präfektur Saitama) ist ein japanischer Schriftsteller.
Nagashima wuchs in Hokkaidō auf. Er studierte japanische Literatur an der Tōyō-Universität. Bereits während seiner Studienzeit begann er zu schreiben, und er erhielt 2001 für seinen Debütroman Side car ni inu den Preis für Nachwuchsautoren der Literaturzeitschrift Bungakukai. Im Folgejahr erhielt er für Mō speed de haha wa den Akutagawa-Preis. 2007 wurde er für Yūko-chan no chikamichi mit dem vom Verlag Kōdansha gestifteten Ōe-Kenzaburō-Preis ausgezeichnet. Zwei seiner Romane wurden für das Fernsehen verfilmt. Außerdem verfasst Nagashima Computerspielkritiken unter dem Pseudonym Burubon Kobayashi und Haiku-Gedichte unter dem Namen Kenkō Nagashima (長嶋 肩甲, Nagashima Kenkō).